# Luigi V, re di Francia
Luigi V, re di Francia è un'opera in quattro atti di Alberto Mazzucato, su libretto di Felice Romani. La prima rappresentazione ebbe luogo al Teatro Re di Milano il 25 febbraio 1843.
Tra gli interpreti della prima rappresentazione, diretta dallo stesso Mazzucato, vi era, nel ruolo di Bianca, Marietta Gazzaniga-Malaspina.
Lo stesso libretto era stato usato per l'opera Ugo, Conte di Parigi di Gaetano Donizetti, data al Teatro alla Scala nel 1832.

## Trama
La scena è in Laon, residenza degli antichi re di Francia.
L'epoca è l'anno 996.